# Werdenbergfehde

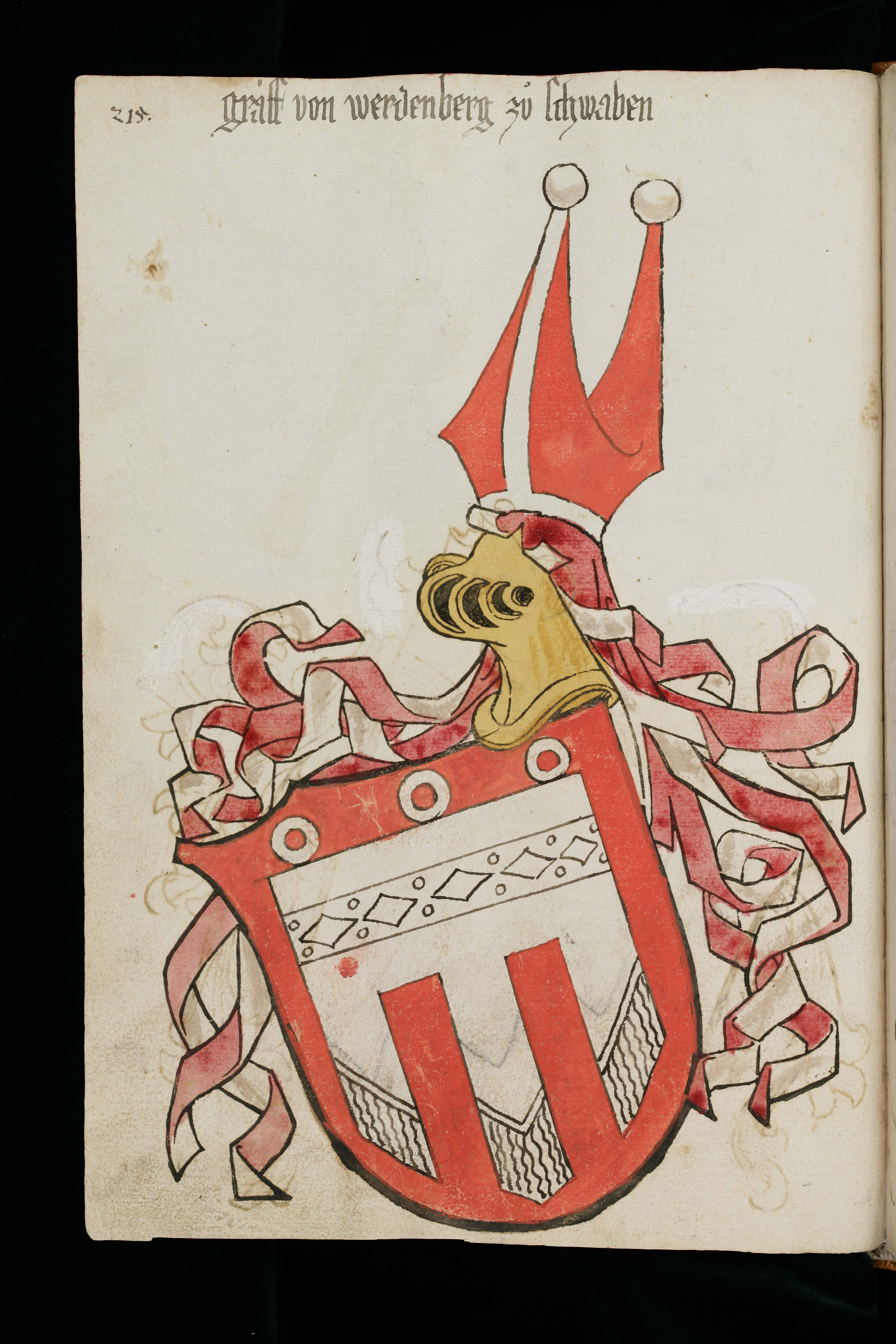
Wappen Werdenberg-Sigmaringen, Wappenbuch des St. Galler Abtes Ulrich Rösch. 15. Jahrhundert

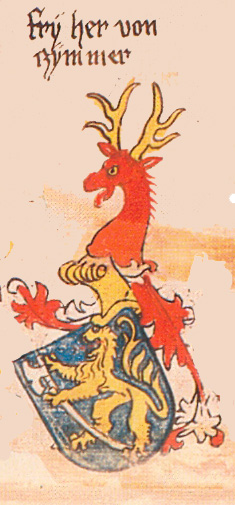
Wappen der Herren von Zimmern im Ingeram-Codex von 1459

Die Werdenbergfehde, wie hier beschrieben, bezeichnet die Auseinandersetzung zwischen dem in Sigmaringen sitzenden Zweig der Familie Werdenberg und ihren unmittelbaren, in Meßkirch sitzenden Nachbarn, den Zimmern. Andere Familienzweige im Rheintal waren in andere Auseinandersetzungen verwickelt, die im dortigen Kontext auch als Werdenberger Fehde bezeichnet werden. Die Werdenberger und die Zimmern wurde in den Machtkampf der bayrischen Herzöge mit dem Haus Habsburg verwickelt. Um 1488 nahm der Streit eine staatspolitische Dimension an.

## Reichspolitischer Hintergrund

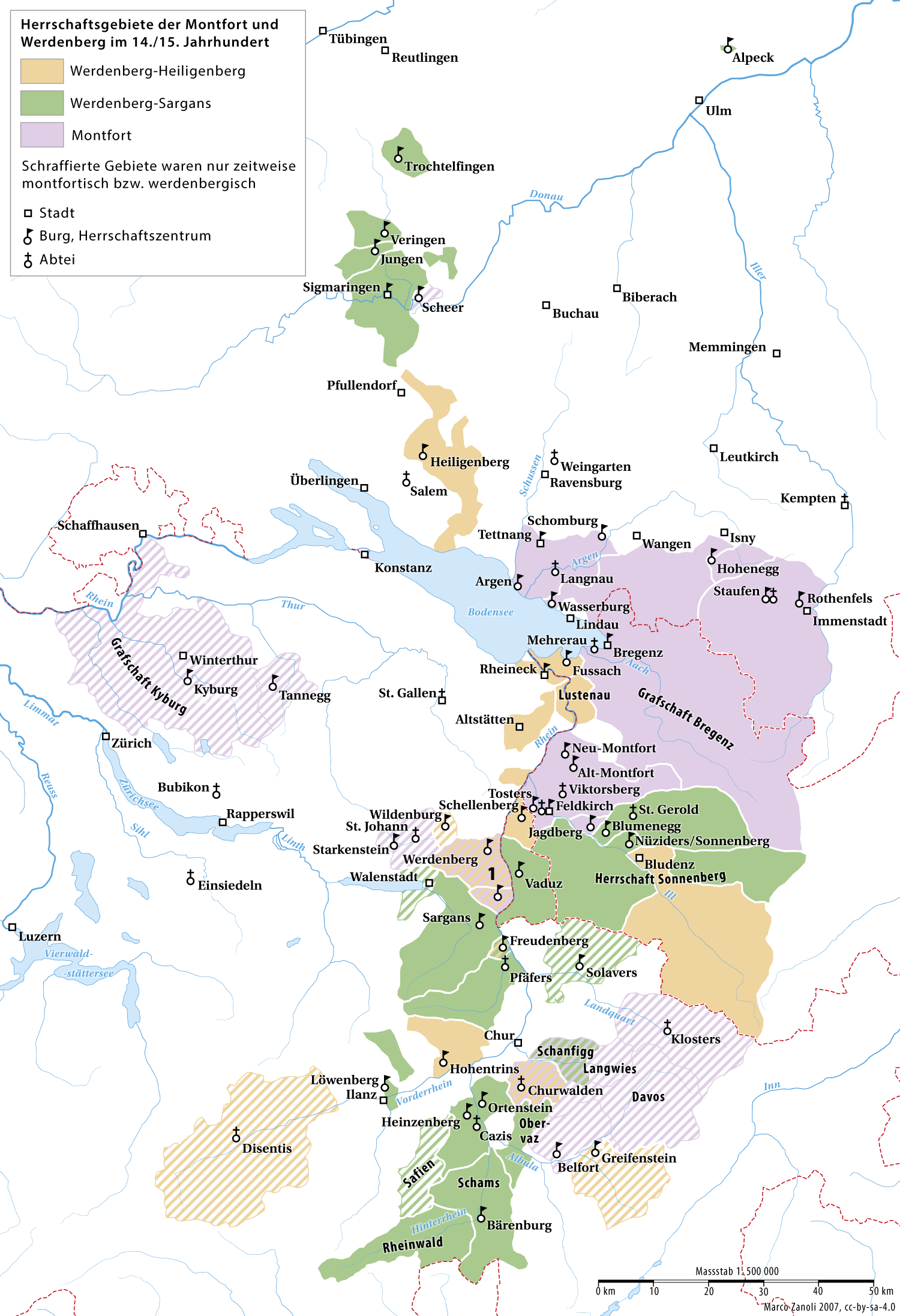
Karte des Herrschaftsgebiets der Grafen von Werdenberg und von Montfort im 14. Jahrhundert

Albrecht IV., Herzog von Bayern-München, versuchte, die Macht von Bayern innerhalb des Reiches zu vergrößern. Auch auf Kosten der Habsburger wollte er die schwäbischen Besitzungen und das Herzogtum Tirol an sich bringen. Albrecht IV. nutzte dabei die Schwäche des Erzherzog Siegmund von Tirol aus, der wegen eines kostspieligen Angriffskriegs gegen die Republik Venedig in Geldnot geraten war.
Albrecht IV. hatte sich die Herrschaft nach Absterben des letzten Abensbergers als Erbe angeeignet. Diese widerrechtliche Erwerbung der Herrschaft Abensberg sollte durch die Heirat mit der aus dem Haus Habsburg stammenden Kunigunde von Österreich, der Tochter Kaiser Friedrich III., legitimiert werden. Da es sich aber um ein Reichslehen handelte, das in einem solchen Fall ans Reich zurückfallen würde, sollte ihm Kaiser Friedrich die Herrschaft als Mitgift für seine Tochter überschreiben. Kunigunde hielt sich seit der Eroberung Wiens durch Matthias Corvinus unter dem Schutz ihres Onkels Siegmund von Tirol in Innsbruck auf. Fridrich III. selbst war auf Reisen, um zusammen mit seinem Sohn Maximilian I. dem Herzog von Burgund, die Unruhen in Flandern niederzuschlagen.
Fridrich III. willigte zunächst in dieses Konstrukt ein. Als Albrecht IV. sich 1486 auch noch die bankrotte Freie Reichsstadt Regensburg einverleibte, zog er seine Einwilligung zur Eheschließung wieder zurück. Bevor diese Absage in Innsbruck öffentlich bekannt wurde, fanden am 2. Januar 1487 die Festlichkeiten bereits statt und wurden mit für damalige Verhältnisse großer Eile vollzogen. Hochzeit, Heimführung und Beilager waren nach damaligem Gebrauch Teile der Zeremonie, die oft Monate und Jahre auseinander liegen konnten. Darüber hinaus willigte Kunigunde nicht in einen Erbverzicht ein, wie dies sonst von Töchtern des Hauses Habsburg bei ihrer Vermählung erwartet wurde.
Siegmund von Tirol überschrieb im selben Jahr, im Falle seines Todes ohne legitimen Erben, seine ganzen Ländereien an Albrecht IV. Am 27. Mai 1487 verpfändete er seine Ländereien mit Ausnahme der Besitzungen im Rheintal an Albrecht IV. Am 12. Juli 1487 verkaufte er für die geringe Summe von 50.000 Gulden seine Besitzungen im Elsass, dem Sundgau, Breisgau, die Besitzungen im Schwarzwald, Waldshut, Säckingen, Rheinfelden, Laufenburg, die Stadt Villingen und die obere und untere Herrschaft Hohenberg an Albrecht IV. Herzog von Bayern-München. Kaiser Friedrich III. annullierte auf dem Reichstag zu Nürnberg am 24. Juli 1487 den Verkauf und forderte die Bevölkerung der betroffenen Gebiete auf, einer bayerischen Besetzung Widerstand zu leisten. Er erwirkte am 6. Oktober 1487 einen Haftbefehl gegen alle Räte von Herzog Siegmund von Tirol, die als die „Bösen Räte“ für diese Entwicklung verantwortlich gemacht wurden.

### Die Rolle des Schwäbischen Bundes

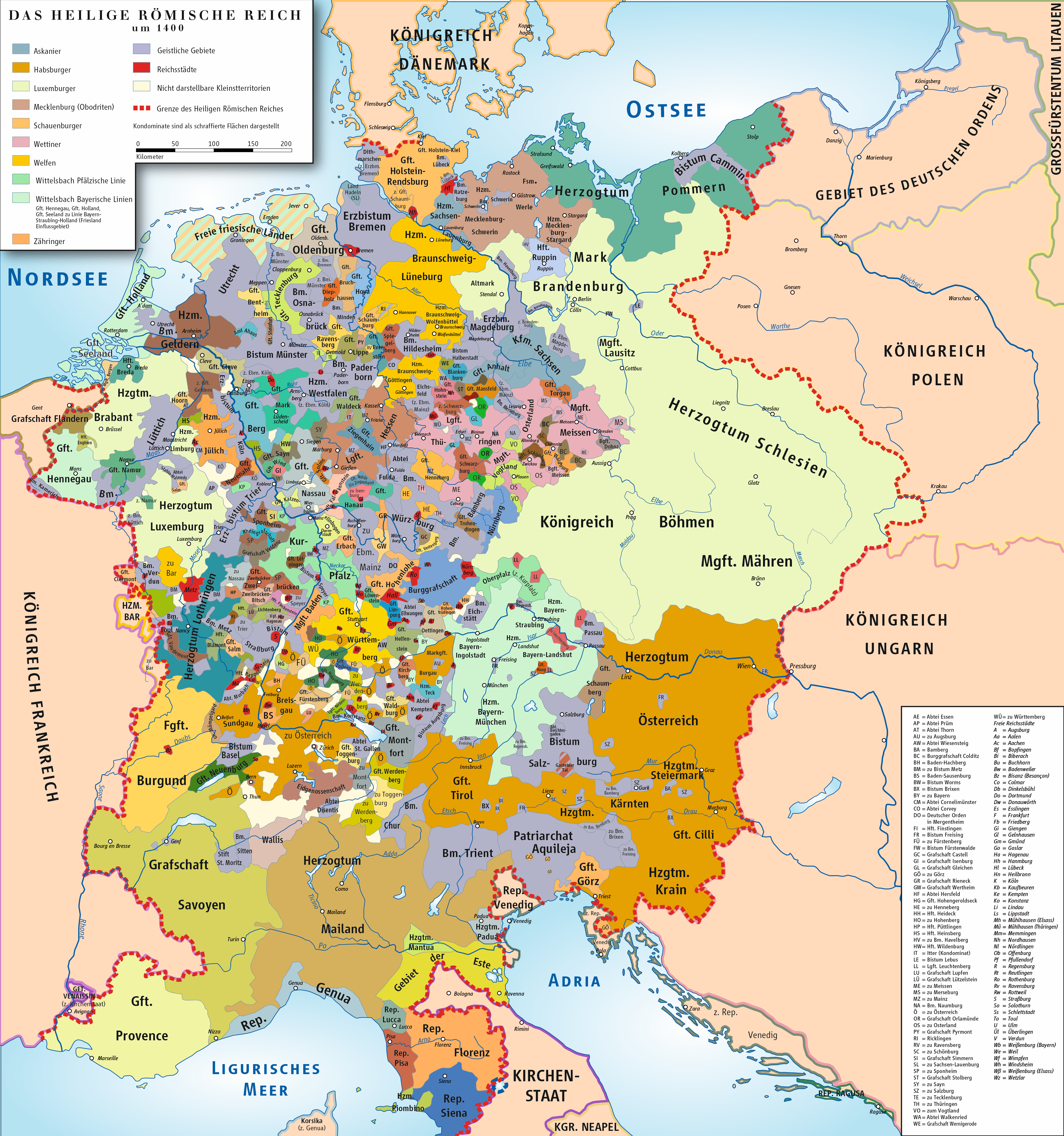
Karte des Heiliges Römisches Reich um 1400

1488 wurde auf dem Reichstag in Esslingen am Neckar der Schwäbische Bund (auch Bund im Lande Schwaben) auf Veranlassung Kaiser Friedrichs III. als Zusammenschluss der schwäbischen Reichsstände gegründet. Erster Bundeshauptmann war von 1488 bis 1492 Haug von Werdenberg. Der Schwäbische Bund war ein Instrument der Reichsreform und sollte den Landfrieden sichern. Eigentlich wäre zu erwarten gewesen, das die Werdenbergfehde damit zu einem Abschluss gebracht würde. Sowohl Friedrich III., als auch Maximilian I. waren jedoch eher daran interessiert den Schwäbischen Bund für ihre dynastischen Interessen zu nutzen, mit dem Ziel der Eindämmung der bayrischen und eidgenössischen Expansionsbestrebungen. Ein Beispiel ist Rottweil als Zugewandter Ort der Alten Eidgenossenschaft. Hierzu war es nötig potentielle Unterstützer der Bayern und der Eidgenossen in die Schranken zu weisen. Das Schicksal der von Zimmern diente schlussendlich als abschreckendes Beispiel.

### Nachwirkungen
Die Nachwirkungen dies Konfliktes entluden sich in der Folge im Schwabenkrieg 1499.

## Verlauf der Fehde
Hier wird ausführlich die Auseinandersetzung mit den Zimmern dargestellt, da diese Fehde großen Einfluss auf die Reichspolitik Friedrichs III. und Maximilians I. hatte, besonders im Zusammenhang mit der Gründung des Schwäbischen Bundes, der Reichsreformpolitik und der Geschichte der Schweizer Eidgenossenschaft. Die Fehde wurde von den interessierten Parteien bei der Durchsetzung ihrer Interessen instrumentalisiert und erlangt dadurch mehr als nur regionalpolitische Bedeutung.

### Der Auslöser
Die Werdenbergfehde begann ein als kleiner Streit unter Nachbarn des Niederen Adels. Er wurde in der traditionellen Weise geführt. Überfälle auf Hab und Gut des Nachbarn, mit den entsprechenden Zerstörungen und der Gefangennahme der gegnerischen Leibeigenen, waren im Spätmittelalter an der Tagesordnung (Raubrittertum). Diese unterlagen nicht der Niederen Gerichtsbarkeit im Heiligen Römischen Reich und wurden von einem Schiedsgericht mit Standesgenossen geregelt. Die beiden Familien Werdenberg und Zimmern waren durch Heirat miteinander verbunden, als unmittelbare Nachbarn jedoch in ihrem territorialen Wachstum untereinander zerstritten. Insbesondere gilt das auch für die Linie Werdenberg-Trochtelfingen-Heiligenberg. Ursprünglich waren Jagdrechte im Bereich des heutigen Wildparks Josefslust umstritten. Der kurzzeitige Erwerb von Krauchenwies durch die Zimmern, sowie der von den Werdenbergern erzwungene Rückverkauf, prägten den Streit.

### Die Rolle der Zimmern und der Werdenberger
Johannes Werner von Zimmern (der Ältere) war einer der „Bösen Räte“. Er war es, der die Heiratserlaubnis für Kunigunde in den Niederlanden eingeholt hatte. Haug von Werdenberg war zur selben Zeit als kaiserlicher Rat zunächst bei Friedrich III. und später bei Maximilian I. tätig. Er dürfte diesen Konflikt genutzt haben, um seine Ziele bzw. die seiner Familie zu fördern.

### Der Bann gegen Johannes Werner von Zimmern d. Ä.
Am 8. Januar 1488, auf einem weiteren Reichstag in Esslingen, wurde der Bann gegen die Räte ausgesprochen, d. h. ihr Eigentum wurde eingezogen, sie wurden des Landes verwiesen. Noch vor Veröffentlichung des Banns schien Johannes Werner die weiteren Implikationen zu begreifen. Vor dem kaiserlichen Hofgericht in Rottweil übertrug er am Dienstag vor Mariä Geburt (8. September) 1487 seine beiden Herrschaften Meßkirch und Oberndorf an seine vier Söhne und vier Töchter. Da diese noch nicht mündig waren, übertrug er das Sorgerecht für Meßkirch auf seinen Onkel Gottfried, für Oberndorf auf Eberhard den Älteren von Württemberg. Bewegliches Gut brachte man zunächst auf den Wildenstein.

### Die Werdenberger und die Zimmerischen Besitzungen

#### Meßkirch

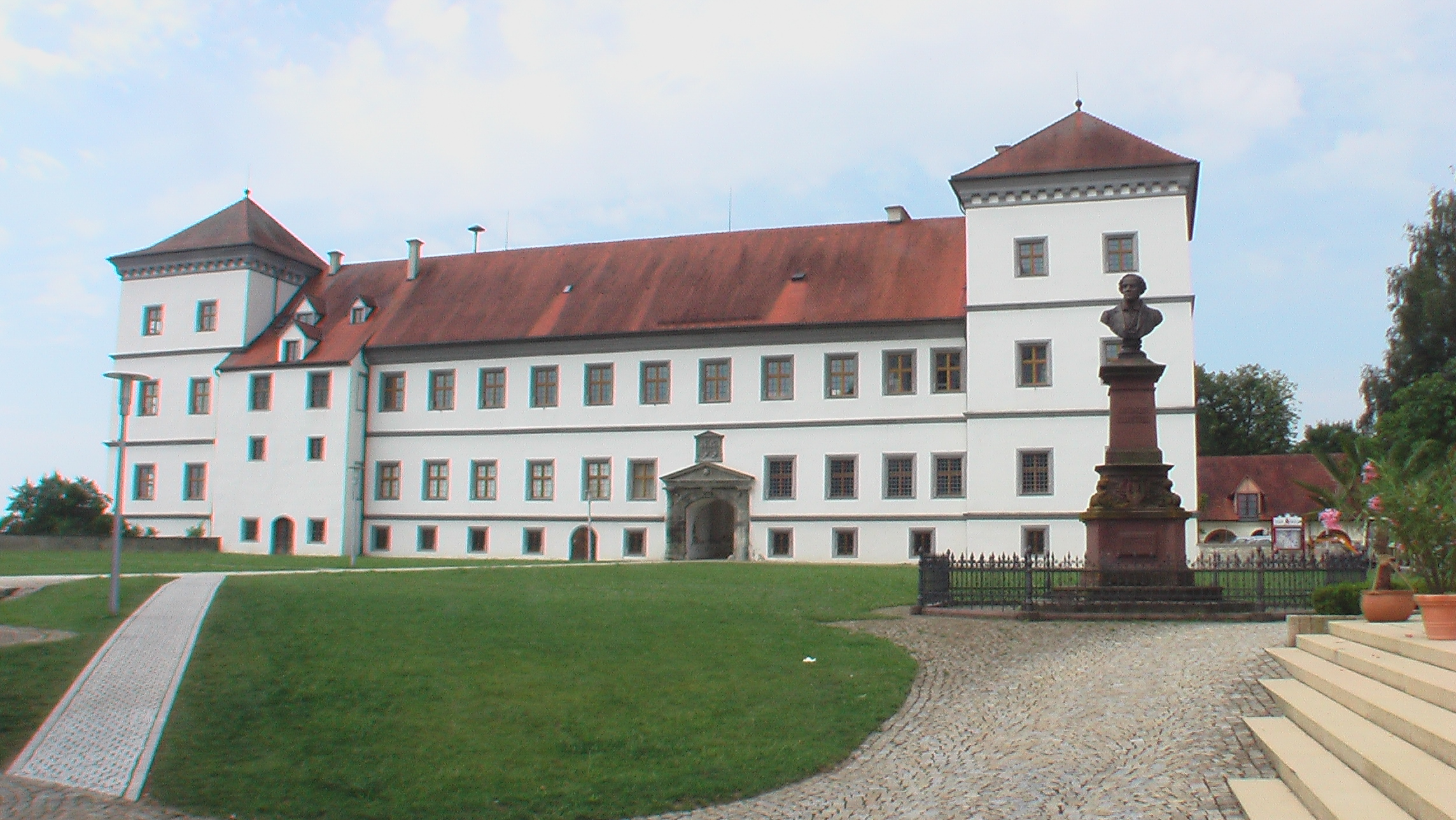
Das Schloss Meßkirch der Grafen von Zimmern reicht in seinen Ursprüngen in die Jahre um 1400 zurück

Mit dem Bann übertrug Kaiser Friedrich III. die Herrschaft Meßkirch an die Brüder Georg, Ulrich und Haug von Werdenberg. Diese holten umgehend die Huldigung der Bürger ein. Diese versuchten Johannes Werner zu überzeugen, nicht gewaltsam gegen die Werdenberger vorzugehen. Sie versuchten auch, entsprechende Garantien von den Werdenbergern einzuholen. Sie versicherten sich auch der Unbehelligkeit Margarethas von Öttingen, der Frau Johannes Werners, und ihrer acht Kinder in Meßkirch. Johannes Werner schickte seinen Bruder Gottfried nach Sigmaringen, um das Argument vorzutragen, die Besetzung sei illegal, da es sich nicht um Johannes Werners Eigentum handele, sondern um das seiner Kinder. Die Werdenberger versichern Gottfried, mit höchstem Mandat des Kaisers zu handeln und nur das Gut der Kinder bis zu ihrer Mündigkeit vor den Feinden Habsburgs zu schützen. Sie überzeugen Gottfried, zusammen mit den Kindern dem Schwäbischen Bund beizutreten. Bereits am 26. Juni 1487 war auf dem Reichstag in Nürnberg der Aufruf an die schwäbischen Fürsten und Städte erfolgt, einen Schwäbischen Bund zu gründen. Stoßrichtung: Bayern und die Eidgenossenschaft. Dieser wurde am 14. Februar 1488 auf dem Reichstag in Esslingen verkündet. Johannes Werner musste den Schwäbischen Bund als Exekutivorgan, dem er selbst als Geächteter nicht beitreten konnte, als feindliche Institution sehen, zumal dem Bund mit Haug von Werdenberg sein größter Feind vorstand. Darum floh er in die Eidgenossenschaft.

#### Die Werdenberger festigen ihre Position

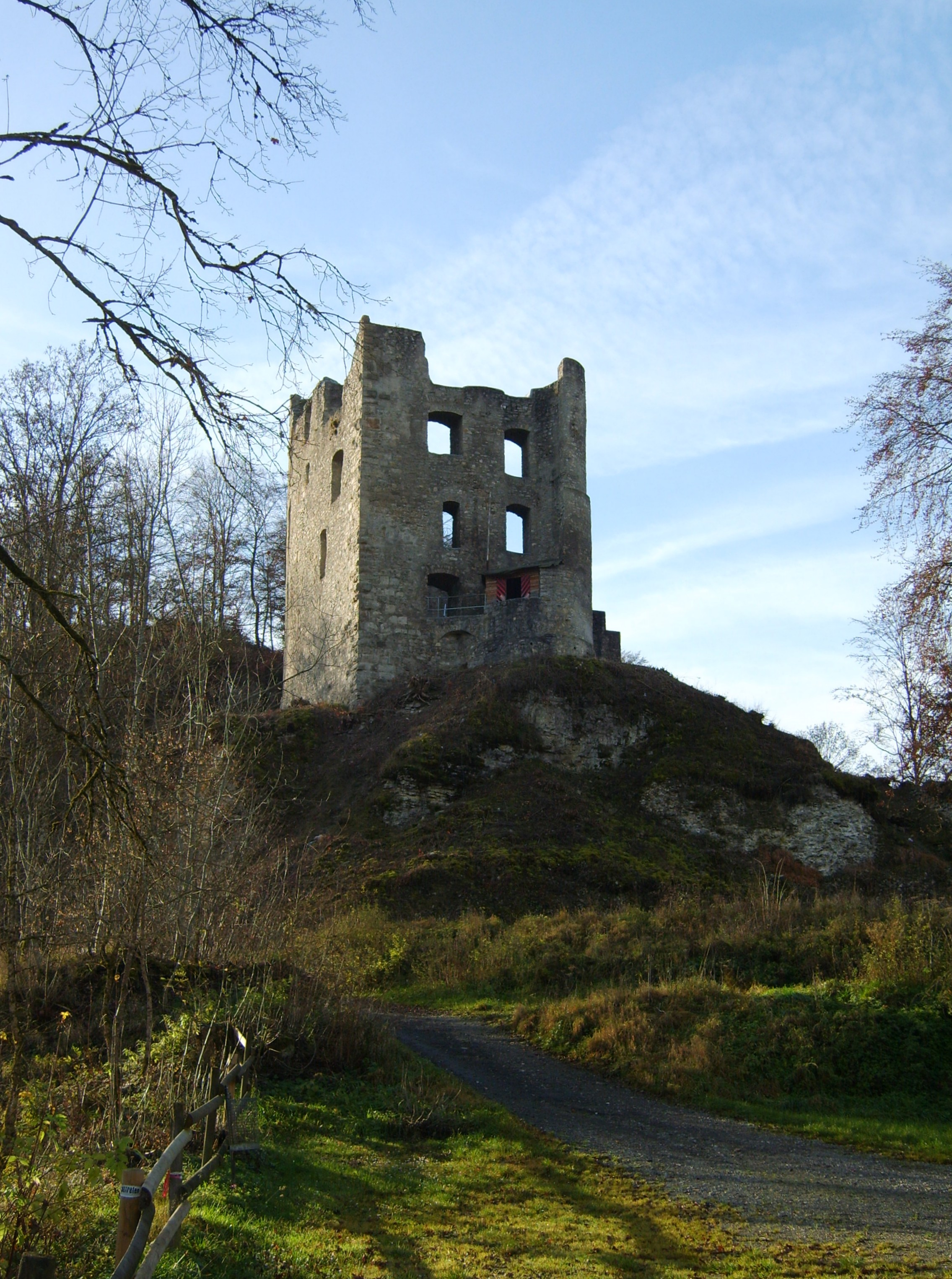
Ruine Herrenzimmern in Oberndorf am Neckar

Die Werdenberger, allen voran Haug, setzten alles daran, ihre Position zu festigen. Sie hatten dem Kaiser 8000 Gulden geliehen, die sie zurückforderten. Sie gaben ihm zu verstehen, dass sie ersatzweise auch die Übertragung der Herrschaft Meßkirch als Rückzahlung akzeptierten, welche Haug auch erhielt. Haug holte in Meßkirch eine erneute Huldigung ein, und entgegen seinem vorausgegangenen Versprechen suchte er Margarete von Zimmern zum Verlassen des Schlosses und Meßkirchs auf, doch sie weigerte sich. In der Nacht kam Haug erneut, und als er die Türen verschlossen vorfand, ließ er sie von seinen Soldaten gewaltsam öffnen. Während Margarete noch an Haug appellierte, warfen seine Soldaten bereits die Möbel und Kleidung aus dem Fenster. Margarete wurde über den Friedhof und Hintergassen zum Haus Gottfrieds von Zimmern gebracht. Dort verblieb sie für sechs Monate, aber nachdem sie 1489 von Plänen gehört hatte, die Werdenberger planten, ihre Söhne in ein Kloster zu bringen, schmuggelte sie die beiden ältesten, Veit Werner und Johannes Werner, in Mädchenkleidung zunächst auf den Wildenstein, von dort zu Kurfürst Philipp in die Pfalzgrafschaft bei Rhein nach Heidelberg. Mit ihren anderen Kindern ging sie zunächst nach Seedorf in Gottfrieds Herrschaft, am Ende des Jahres zog sie mit den Kindern zu ihrem Mann in die Schweiz.

#### Oberndorf
Haug richtete in der Folge sein Augenmerk auf Oberndorf. Er bot 2000 Gulden für die Pfandschaft, die ihm am 10. Oktober 1492 verliehen wurde. Eberhard von Württemberg musste sich fügen, vielleicht wollte er auch seine spätere Erhebung zum Herzog nicht gefährden.

#### Wildenstein
Zuletzt versuchte Haug auch noch, den Wildenstein zu erobern. Dieser war aber wohlverschlossen und wehrhaft besetzt. Bevor aber Haug einen zweiten Versuch unternehmen konnte, verkaufte Johannes Werner den Wildenstein an Endress von Sonnenberg mit der Maßgabe eines ausdrücklichen Rückkaufsrechtes.

### Johannes Werner von Zimmerns weiterer Lebensweg

#### Flucht
Das „Fluchtverhalten“ Johannes Werners trug natürlich auch dazu bei, den Verdacht gegen ihn zu verstärken. Aber wohin hätte er sich wenden sollen? Er ging zunächst nach München an den Hof Herzog Albrechts und versuchte durch Vermittlung verbliebener Freunde, auf den diversen Reichstagen Gehör beim Kaiser zu finden.

#### Eingaben
Johannes Werner ließ nichts unversucht, in seine Angelegenheit auf diversen Reichstagen vorzutragen. So 1488 in Esslingen, 14?? in Nürnberg… Es war dabei sein Hauptargument, dass der Ausspruch des Bannes gegen ihn ohne rechtliches Gehör erfolgt sei. Ebenso lag der Schwerpunkt der Argumentation auf dem Standpunkt, die Enteignung der Kinder wäre rechtswidrig gewesen. Als er aber auch noch erfahren musste, dass auch Herzog Siegmund von Tirol dem Schwäbischen Bund beitreten musste, verlor er die Hoffnung, bei Kaiser Friedrich Gehör zu erhalten. Er suchte dann, seine Position in persönlicher Audienz bei König Maximilian I. vorzubringen. Aber auch diese, in der Chronik herzerweichend dargestellte, Aktion blieb ohne Erfolg. (I 549). Schließlich appellierte er am 7. Januar 1489 an Papst Innozenz VIII. Diese Appellation ließ er auch durch Notare in Innsbruck am Schlosstor, am Wohnsitz des Kaisers, und an der Hofkanzlei anschlagen.
1. Die Hochzeit Kunigundes ohne Einwilligung des Kaisers. Er hätte nicht gegen den Willen des Kaisers handeln wollen. Er und auch die anderen Räte, sowie der Bischof von Eichstätt, der die Trauung zelebrierte, seien von einer Zustimmung ausgegangen, aber nur er, Johannes Werner, würde dafür zur Verantwortung gezogen.
2. Als Siegelbewahrer für Herzog Siegmund von Tirol sei Johannes Werner für die Verkäufe der vorderösterreichischen Besitzungen verantwortlich gewesen, hätte sie gar vorgeschlagen. Johannes Werner argumentierte, er hätte das Siegel niemals benutzt, um dem Kaiser zu schaden, Graf Heinrich von Fürstenberg hätte öfters das Siegel im Auftrag Herzog Siegmund von Tirols abgeholt, und er hätte zum Zeitpunkt des Verkaufs gar nicht in Innsbruck geweilt.
3. Der schwerwiegendste Vorwurf, wie Friedrich III. in seiner Anklage selbst schreibt: „…die peen, so man zu latein nempt crimen lesae Majestatis“ (ZC, Hermann I, 519), also Majestätsbeleidigung, was allein schon für den Bann ausreichend war. Am 16. November 1486 informierte Herzog Albrecht III., seit 1484 Schwiegervater Siegmunds von Tirol und treuer Gefolgsmann Kaiser Friedrichs III., den Kaiser vom Gerücht einer Verschwörung am Innsbrucker Hof, welches Siegmunds Räte und dessen ehemalige Geliebte Anna Spiess, Siegmund von Tirol hinterbracht hätten. Das Gerücht besagte, dass die frischangetraute Katharina von Sachsen, im Auftrag Kaiser Friedrichs und ihres Vaters Herzog Albrecht, ihren Gatten Siegmund von Tirol vergiften, die ehemalige Geliebte Anna Spiess ertränken und zwei der Räte enthaupten lassen sollte. Dieses Gerücht solle Siegmund von seinem Onkel, Kaiser Friedrich III., weiter entfremden und in die Arme Herzog Albrechts IV. von Bayern treiben. Hinsichtlich des Mordkomplotts bestritt Johannes Werner jegliche Kenntnis des Vorgangs.
4. In diesem Zusammenhang stand der vierte Vorwurf, Johannes Werner habe den kaiserlichen Gesandten am Hof Herzogs Sigmunds mit gespannter Armbrust bedroht. Nachdem Friedrich III. die Gerüchte um das Mordkomplott gehört hatte, entschloss er sich auf dem Reichstag in Nürnberg, Herzog Albrecht III. nach Innsbruck zu senden, um Sigmund zur Abdankung zu bewegen und den Treueid der Untertanen in Tirol und an der Etsch einzuholen. Albrecht III. ritt Anfang April 1487 mit 120 berittenen Soldaten los. In Kufstein wurde er von zwei Räten Herzog Sigmunds empfangen, darunter Johannes Werner von Zimmern. Während Albrecht III. in Kufstein wartete, überbrachten die Räte die Nachricht nach Innsbruck. Sigmund erklärte sich zu Verhandlungen bereit, aber nur, wenn Albrecht III. ihn ohne bewaffnete Eskorte treffen würde. Dies führt nochmals zu Verhandlungen, und Albrecht III. wurden zuletzt 24 Berittene zugestanden. Aber kaum war die Landesgrenze überschritten, wurden sie von einer bewaffneten Truppe erwartet und eskortiert, die angeführt wurde von Johannes Werner von Zimmern. Das Treffen mit Sigmund am 21. April 1487 war kein Erfolg. Am 25. April teilte Sigmund Albrecht III. mit, er müsste erst mit seinen Räten und dem Herzog von Bayern beratschlagen. In der Zwischenzeit solle Albrecht III. abreisen. Er wurde wieder mit bewaffneter Eskorte unter Johannes Werner begleitet. Albrecht III. berichte dem Kaiser, Sigmunds Räte hätten diesen komplett von der restlichen Welt isoliert, es seien die Räte, die das Gerücht des Mordkomplotts streuten und dass es ebenfalls die Räte wären, welche die Verhandlungen mit dem bayerischen Herzog führten. Daraufhin erteilte Kaiser Friedrich III. Haug von Werdenberg im Juni das Mandat, einen Schwäbischen Bund zu formieren.

In seinem offenen Brief an den Kaiser bestritt Johannes Werner die Vorwürfe bezüglich seiner Rolle beim Treffen mit Herzog Albrecht III. nicht, er schränkte aber ein, die Vorgehensweise sei nicht seine Idee gewesen. Er habe stattdessen bei Sigmund gegen ein solches Vorgehen als ungeziemlich gegen einen Abgesandten des Kaisers und Fürst des Reiches geraten, habe aber auf Befehl Sigmunds so handeln müssen: „…zum ernstlichsten bei köpfabhawen und in erforderung irer pflicht und aide, obbemelten bevelch bei herzog Albrechten zu exeqieren und zu vollenden“ (ZC HS B, 274; Hermann I 541).

#### Schweizer Exil
Von einem Zug nach Rom wurde er nach Bekunden der Zimmerschen Chronik von einigen vornehmen Eidgenossen abgehalten mit dem Versprechen, ihn als Hintersassen oder Zugewandten in seine Güter wiedereinzusetzen, wenn er mit Frau und Kindern eine Zeitlang dort wohne. Er kaufte sich deshalb ein Haus in Weesen am Walensee, gleich neben der Pfarrkirche zum Heiligen Kreuz, und zog 1491 dorthin. Die beiden ältesten Töchter wurden im Fraumünsterkloster in Zürich untergebracht. Anna, die älteste, verstarb dort 1517. Katharina wurde dort 1499 Äbtissin. 1509 übte sie vor dem kaiserlichen Hofgericht in Rottweil Erbverzicht. Nach der Reformation und der Auflösung des Stifts heiratete sie 1525 den Zürcher Bürger Eberhard von Reischach. (Ein Eberhard von Reischach ist auch an der späteren Rückeroberung Meßkirchs durch Johannes Werner den Jüngeren beteiligt; s. u. Ob es sich hierbei um dieselbe Person handelt, ist offen. Laut des Barackschen Personenregisters sind es zwei Personen). Sie hatten einen Sohn, der früh starb, und eine Tochter Anna, die später einen Edelmann von Mandach heiratete. Eberhard von Reischach fiel 1531 im Zweiten Kappeler Krieg. In seiner Zeit in der Schweiz versuchte sich Johannes Werner als Vermittler zwischen den Eidgenossen, der Stadt Rottweil und Herzog Albrecht von Bayern. Ein Unterfangen, das unter einen gegenseitigen Nichtangriffspakt zwischen Bayern und der Eidgenossenschaft nicht hinausgedieh. Johannes Werner wurde Herzog Albrecht von Bayern auch langsam lästig. Er musste ihn aushalten, aber Johannes Werner konnte ihm nicht mehr politisch nützlich sein, ja bei einer möglichen Annäherung an Maximilian I. wurde er sogar zu einer Belastung.

#### Romfahrt und Tod Johannes Werner des Älteren
1493 reiste Johannes Werner endlich nach Rom, um sein Anliegen persönlich beim Papst vorzubringen. Laut der Chronik war die Angelegenheit kurz vor einem positiven Abschluss, als Johannes Werner plötzlich erkrankte. Die Chronik vermutet, er sei vergiftet worden. Über Salzburg reiste er ab nach München. Dort verweilte er am Hof Herzog Albrechts. Als 1495 eine Pestepidemie ausbrach, zog der Hof aufs Land. Als Nachricht aus Innsbruck eingetroffen war, Maximilian I. wollte sich ihm endlich geneigt zeigen, reiste er nach München, um weitere Nachrichten zu erwarten. Dort erlag er am „Freitag auf Sankt Gallus Tag (16. Oktober) 1495“ im Alter von 40 Jahren der Pest. Er wurde im Kloster Andechs beerdigt.

### Der Kampf der Zimmern um ihr Erbe
Margarete von Öttingen war bereits mit den verbliebenen Kindern zu Gottfried von Zimmern gezogen. Dieser brachte sie nun in Rottweil unter, also wiederum im Schutz der Eidgenossenschaft. Die Bedingung, die Rottweil hierfür stellte, werfen ein Licht auf die Begehrlichkeiten der Stadt. Einer der Söhne sollte nämlich Bürgerrecht dort erwerben. Sollten die Zimmern Oberndorf zurückerlangen, so solle die Stadt sowie Herrenzimmern unter die Schutzherrschaft Rottweils fallen. Darüber hinaus sollte er dann 1000 Gulden an die Stadt zahlen. Haug von Werdenberg ging so weit, dass er Margarete von Öttingen selbst ihr Heiratsgut vorenthielt. Er bot an, sie bei einer Neuverheiratung zu unterstützen. Sie lehnte aber ab, weil sie befürchtete, eine Neuverheiratung solle nur dazu dienen, eine neue Versorgungsgrundlage für die Kinder zu schaffen und dadurch den Druck von Haug von Werdenberg nehmen. Der schwäbische Adel war teilweise tief betroffen von dieser schäbigen Behandlung, und diese Adligen stellten auch ihre Teilnahme am Schwäbischen Bund in Frage. Der Bann war zwischenzeitlich von Maximilian I., der nun alleine regierte, aufgehoben worden, aber auf dem Reichstag zu Worms (1495) weigerte er sich, den Fall zu hören. Er richtete aber eine Schiedskommission ein, die eine Entscheidung herbeiführen sollte. Diese kam zu folgendem Kompromiss:
- Oberndorf sollte wieder an die Zimmern ausgehändigt werden.
- Haug von Werdenberg sollte 4000 Gulden an Margarete zahlen und alle Schulden der Zimmern in der Stadt Meßkirch.
- Im Gegenzug sollten die Werdenberger Meßkirch behalten.

#### Rückeroberung Oberndorfs
Nicht so Veit Werner von Zimmern. Er lehnte es ab, auf die Ansprüche auf Meßkirch zu verzichten. Er holte sich die Unterstützung seiner pfalzgräflichen Gönner sowie Eberhardts im Bart von Württemberg und der Stadt Rottweil. Nachdem alle Eingaben fruchtlos waren, machte er sich am 5. Dezember 1496, unterstützt von einigen Adeligen sowie 400 Fußsoldaten aus Rottweil, auf, Oberndorf zu erobern. Sie stießen auf keinen Widerstand, einen werdenbergischen Steuerbeamten, der sich mit Steuergeldern und -listen davonmachen wollte, schickten sie mit leeren Händen nach Sigmaringen. Nachdem er sich die Huldigung der Stadt und der dazugehörigen Dörfer eingeholt hatte, informierte er Maximilian I., dass er sich geholt habe, was nach allem Recht seins sei. Er hoffte sogar, Maximilian I. würde ihm die mit Oberndorf verbundenen Lehen bestätigen. Aber dies war ein zu klarer Bruch des soeben verkündeten Landfriedens.

#### Diplomatisches Hin und Her
Veit Werner begann eine Informationskampagne, bei der er, unter dem Vorwand sich für den Bruch des Landfriedens zu entschuldigen, das Leid, das seiner Familie von den Werdenbergern angetan worden war, schilderte. Und er stieß auf offene Ohren. Veit Werner führte seine Auseinandersetzung mit Werdenberg deshalb nach den alten Regeln fort. Mit Datum vom 25. Januar (Conversionis Pauli) 1497 veröffentlichte er einen Absagebrief an Hugo von Werdenberg. Maximilian I. stand vor dem Dilemma, dass sein gerade erst geschaffenes Exekutivorgan, der Schwäbische Bund, auseinanderzubrechen drohte. Auf dem Reichstag in Lindau sprach er am 7. Februar 1497 einen erneuten Bann gegen Veit Werner und die Stadt Rottweil aus. Wegen der Gefahr eines Auseinanderbrechens des Schwäbischen Bundes kümmerte sich Maximilian I. nun doch um eine Vermittlung im Konflikt. Er beauftragte Eitel Friedrich II. von Zollern und Wolf von Fürstenberg zu vermitteln. 1497 präsentierten sie eine geheime Vereinbarung: Werdenberg solle Meßkirch mit allen zur Zeit der Übernahme durch Werdenberg dazugehörigen Ortschaften an die Zimmern zurückgeben. Neuerwerbungen sollen Sigmaringen zugeschlagen werden. Zimmern solle 2000 Gulden an Werdenberg als Kompensation für Oberndorf zahlen. Sollte Zimmern einen Teil seines Besitzes verpfänden oder veräußern wollen, so solle Werdenberg ein Vorkaufsrecht erhalten. Fischerei- und Jagdrechte sollten zu einem späteren Zeitpunkt geklärt werden. Gottfried Werner war bereit, dies zu akzeptieren, nicht so Veit Werner. Er vermutete in dem geheimen Gebaren ein verstecktes Spiel. Als er endlich nach Innsbruck reiste, wurde sein Verdacht bestätigt. Haug von Werdenberg erschien nicht, und Maximilian I. bestätigte ihm, Verabredungen mit Haug von Werdenberg erschwerten ihm die Rückübertragung. Veit Werner fühlte sich weiter gedemütigt, da er seinen Aufenthalt am kaiserlichen Hof nicht mehr aus eigener Tasche finanzieren konnte. Er musste sich von Herzog Georg dem Reichen von Bayern-Landshut Geld leihen. Maximilian I. musste endlich erkennen, dass die Angelegenheit der Klärung bedurfte. Der Adel Süddeutschlands war zu sehr gespalten in die Lager Zimmern und Werdenberg. Er beauftragt wiederum Eitelfriedrich von Zollern und Wolf von Fürstenberg, sich bis zu einem Schiedsspruch auf einem Reichstag in Freiburg der Herrschaft Meßkirch zu bemächtigen. Haug von Werdenberg überhändigte die Herrschaft zwei Monate später. Der Bann gegen Veit Werner wurde aufgehoben, aber mit der Auflage, sich den Werdenbergern fernzuhalten. Die Werdenbergfehde hätte hiermit ein Ende haben können.

#### Hitzköpfigkeit macht fast alles zunichte
Die Werdenberger waren auch in eine Fehde mit Graf Endress von Sonnenberg verwickelt. (Derselbe, der den Wildenstein pro forma gekauft hatte). Da diese Fehde ebenfalls den Landfrieden bedrohte, lud Maximilian I. die Kontrahenten auf Martini (11.11.) 1497 zu einem Gerichtstag nach Dillingen. Veit Werner erfuhr durch Informanten, dass Haug von Werdenberg sein Haus dort vertreten sollte, und die Information muss so gut gewesen sein, dass er auch über die Route Bescheid wusste, die von der üblichen abwich. Veit Werner sah also die Chance, sich an dem Mann zu rächen, der seine Familie in Unglück und Armut gebracht hatte. Trotz der Auflagen Maximilians lauerte er mit einigen Getreuen Haug von Werdenberg bereits außerhalb Sigmaringens auf. Haug von Werdenberg ritt aber wegen einer plötzlichen Erkrankung nicht selbst, sondern ließ sich von seinem Neffen Christoph von Werdenberg vertreten.
Einige der Begleiter Christophs wurden erschlagen oder ertranken bei der Flucht in der Donau. Christoph konnte sich, stark bedrängt von Veit Werner, nur auf Grund seiner guten Ortskenntnisse ins Kloster Hedingen retten. Haug von Werdenberg war vom nahen Sigmaringer Schloss aus Zuschauer.

#### Weitere Schiedskommissionen und Veit Werners Tod
Maximilian I. beorderte Veit Werner im Frühjahr 1498 nach Ulm und präsentierte ihm eine neue Schiedskommission. Diese wurde geleitet vom Augsburger Bischof, Friedrich von Zollern, einem Neffen Haugs von Werdenberg, und hatte auch den Kanzler Albrechts III. von Sachsen (siehe oben) zum Mitglied. Veit Werner lehnte diese sehr werdenberglastige Schiedskommission ab, worauf er auf den Reichstag in Freiburg geladen wurde. Dort weigerte sich aber Maximilian I., den Fall zu behandeln. Veit Werner wandte sich an Berthold von Henneberg mit der Bitte, sich vor den Reichsständen zu rechtfertigen. Diese schlugen vor, Zimmern sollte vor der Rückgabe einen Teil des Eigenbesitzes an Maximilian I. geben, um es dann als Lehen zurückzuerlangen. Gottfried Werner und Veit Werner boten die Herrschaft vor Wald, nur um auf die Ablehnung Maximilian I. zu stoßen. Aber die zimmerische Angelegenheit war jetzt Teil der von Berthold geführten Auseinandersetzung der Reichsstände mit Maximilian I. um den Einfluss auf die Reichspolitik von Kaiser oder Reichsständen. Die Auseinandersetzung hatte aber Veit Werner körperlich geschwächt. Auf dem Weg zur Teilnahme am Schweizerkrieg brach er bei Sulz vor Erschöpfung zusammen und starb einen Tag später, am 25. April 1499. Die von der Zimmerischen Chronik beschriebenen Symptome deuten auf eine Depression begleitende körperliche Schwächung hin (und damit verbundene stärkere Infektionsanfälligkeit), aber die Chronik äußert auch den Verdacht, Veit Werner könne vergiftet worden sein.

### Politik des Johannes Werner von Zimmern d. J.

#### Maximilians Hinhaltepolitik
Jetzt war es an Johannes Werner dem Jüngeren (1480–1548), den Kampf um das Erbe fortzusetzen. Als Mitglied des Hofstaats des Pfalzgrafen bei Rhein nahm er am Schweizerkrieg teil. Diese Unterstützung Maximilians I. trug aber nicht zu einem Meinungswechsel bei diesem bei. Der Krieg war für Maximilian I. kein Erfolg. Im Frieden zu Basel musste er faktisch die Unabhängigkeit der Eidgenossenschaft anerkennen. Er führte diesen Misserfolg auf die ungenügende Unterstützung der Stände des Schwäbischen Bundes zurück, nämlich keine ausreichende Finanzierung und schlecht ausgebildete Truppen gegen hochmotivierte Schweizer Truppen.
Auch die Hilfe Berthold von Hennebergs als innenpolitischem Gegner Maximilians half der Zimmerischen Sache wenig. Diese wurde bis 1502 verschleppt. Johannes Werner d. J. sicherte sich in der Zwischenzeit die Unterstützung der Kurpfalz, Württembergs sowie die von Eitelfriedrich von Zollern und Wolf von Fürstenberg. Kurfürst Philipp von der Pfalz machte Maximilian I. 1502 auf die allgemeine Unruhe aufmerksam, die unter den süddeutschen Ständen durch eine weitere Verschleppung entstünde. Maximilian I. schrieb Philipp, er würde einen Vertrag im Sinne Zimmerns wohl unterstützen, so er denn zustande käme: „…aber wo die von Zimbern bemelten vertrag vor unserm regiment mit dem rechten zu kreften bringen, alsdann wellen wir sie bei demselben vertrag gnediglich handthaben…“ (ZC, Hermann II, S. 52). Als Philipp mit Maximilian in Darmstadt die Details ausarbeiten wollte, erklärte Maximilian ihm, dass er Meßkirch den Zimmern nicht mehr zusprechen könne, da er bei den Werdenbergern zu tief im Wort stünde. Sollten aber die Zimmern anderweitig wieder in den Besitz Meßkirchs gelangen, so „…wele Ir Majestat darumb ir ungnedigster könig nit sein.“ (ZC, Hermann II, S. 49).

#### Die Rückeroberung Meßkirchs
Daraufhin bereitete Johannes Werner d. J. die Rückeroberung Meßkirchs vor. Johannes Werner d. J. war sich im Klaren, dass er nur noch einen Versuch hatte und setzte erstens auf militärische Überlegenheit und zweitens auf den richtigen Zeitpunkt. Drittens hielt er seinen Großonkel Gottfried, sowie seine Brüder Gottfried Werner und Wilhelm Werner aus dem Unterfangen heraus, damit eine negative Konsequenz nicht auf diese zurück fallen würde. Das Unterfangen wurde in Heidelberg mit Billigung des kurpfälzischen Hofes geplant. Man fragte auch am bayerischen Hof nach militärischem Fachpersonal nach. Herzog Georg von Bayern-Landshut brachte den Kriegsknecht Jergen Weisbecken, „…so der zeit für ain treffchen, erfarnen kriegsman geachtet…“ (ZC, A276b; Hermann II, S. 52) selbst in Heidelberg vorbei und genehmigte auch, dass in seinem Land weitere Mannschaften angeworben werden könnten. Auch aus Württemberg kam zahlreiche Unterstützung. Insgesamt standen etwa 630 Mann zur Verfügung. Von den Namentlichgenannten sind zwei herauszuheben, nämlich Eberhart von Reischach und Hainrich Zimberer. Bei erstem handelt es sich offensichtlich um einen Verwandten des unter 1. genannten Kontrahenten. Fraglich ist, ob er mit dem späteren Gatten der Schwester Johannes Werners d. J., mit Katharina von Zimmern, der letzten Äbtissin von Zürich, identisch war. Und bei Hainrich Zimberer handelte es sich um den unehelichen Sohn des Großonkels Gottfried von Zimmern.

##### Die Durchführung
Am Abend des 16. September 1503 versammelten sich die Truppen in Nusplingen im Bäratal. Der Zeitpunkt war so gewählt, dass die Grafen von Fürstenberg und von Zollern am Hof Maximilians I. in Innsbruck weilten. Diese, obwohl auf der Seite der Zimmern, hielten formal noch das Protektorat über Meßkirch. Noch in derselben Nacht rückte man über die Donau nach Leibertingen vor. Ein Wagen mit Schusswaffen, Blei und Pulver, der vom Grafen Endress (Andreas) von Sonnenberg gestellt worden war, wurde in Calenberg (Ruine Kallenberg, südöstlich von Fridingen an der Donau) abgeholt. Johannes Werner d. J. stieß vom Wildenstein kommend zur Truppe und gegen 6 Uhr am Morgen rückte man gen Meßkirch vor. Die Werdenberger waren vorgewarnt, so dass zwar die Bauern der umliegenden Dörfer in die Stadt einrücken konnten, aber die Vorwarnzeit war nicht lang genug gewesen, dass jene ihre Erzeugnisse in die Stadt in Sicherheit bringen konnten, auch konnte der werdenbergische Verwalter, der sich auf seinem Schloss Owelfingen am Randen befand, nicht mehr rechtzeitig anrücken. Er versucht zwar noch, ins Schloss in Meßkirch zu gelangen, wurde aber abgefangen.
Ein werdenbergischer Trupp von etwa 30–40 Berittenen ließ sich zwar sehen, rückte aber in Anbetracht der zimmerischen Übermacht ab. Die Unterhändler der Stadt versuchten, in der Auseinandersetzung der beiden Adelshäuser unbeschadet zu bleiben. Sie beriefen sich zunächst auf Maximilian I. Nachdem sich die Beratschlagungen in der Stadt bis nach 1 Uhr nachmittags hinzogen und die werdenbergische Partei die Oberhand zu gewinnen schien, drohte Johannes Werner d. J. offen mit Plünderung und Brandschatzung der Dörfer Rohrdorf und Heudorf und der Anwesen vor der Stadt entlang der Ablach. Daraufhin und nach Zusage, es käme nicht zu Plünderungen, ergab sich die Stadt. Johannes Werner d. J. rückte mit seiner Streitmacht in voller Ordnung an die Stadtbrücke, wo ihm die Schlüssel übergeben wurden. Die Tore wurden geöffnet und besetzt, auf dem Marktplatz ein Gerüst aufgestellt, von dem herab Johannes Werner d. J. die Huldigung der Stadt und der Landschaft entgegennahm. „Das werdenbergisch wappen wardt ab dem bronnen geworfen und zertretten; auch war alda ein waidlicher kriegsman, genannt Hans Manz, von Biberach, der sprang vor frewden mermals über den bach, schreiende mit lauter stim: »Hie zimbrisch grund und boden!« und dergleichen geschach vil.“ (ZC HS B, S. 345; HS A 281b; Decker-Hauff, Bd. 1, S. 334). Kennern württembergischer Landesgeschichte wird diese Szene sicherlich bekannt vorkommen. Es wäre interessant, zu wissen, wer von wem abgeschrieben hat.

##### Absicherung
Nachdem also am 17. September 1503 die Erbhuldigung der Stadt Meßkirch und der umliegenden Dörfer erfolgte, begann Johannes Werner d. J. das Erreichte abzusichern. Das nicht mehr benötigte Kriegsvolk wurde nach drei Tagen mit einem Gulden Abfindung entlassen. Die adeligen Helfer und ihre Truppen blieben aber zurück, und es ergingen verschiedene Schreiben an den Kaiser und die Reichsfürsten. Wildenstein wurde wieder von Gottfried von Zimmern besetzt. Meßkirchs Befestigung wurde erneuert und, wo nötig, ergänzt. So wurde das Schloss mit einem großen Graben und dahinterliegendem Wall geschützt. Dieser reichte vom Spital bis an den Mettenbach. Der innere Graben wurde durch zwei hölzerne Basteien, sowie einem hölzernen Blockhaus, das mit Geschützen besetzt war, gesichert. Ein kleiner Dieb musste die Spitzfindigkeit seines Anwalts mit dem Leben bezahlen, was der Chronist Froben Christoph sehr bedauerte. Dieser Anwalt hatte sich in seiner Verteidigung auf den kaiserlichen Bann bezogen und den Zimmern die Hochgerichtsbarkeit abgesprochen. Zur Durchsetzung dieses Rechtes ließ man den Dieb hängen.

## Beilegung der Fehde
Endlich lud Maximilian I. die streitenden Parteien vor den Reichstag in Augsburg. Johannes Werner d. J. und seinen Verwandten war freies Geleit zugesagt. Nachdem bereits am 4. März 1504 der Vater rehabilitiert und der Bann aufgehoben wurde, erfolgte am 9. März 1504 der Vertrag zur Einsetzung der Zimmern in ihre alten Rechte zu folgenden Bedingungen:
1. Meßkirch und alle zugehörigen Orte wurden an die Zimmern zurückgegeben. Für die Kosten, welche die Werdenberger mit Oberndorf erlitten hatten, sollten die Zimmern 2000 Gulden oder 100 Gulden jährlich an die Werdenberger bezahlen, wobei eine vollständige Tilgung jederzeit möglich sein sollte.
2. Die Zimmern erhielten die Hohe Gerichtsbarkeit für Meßkirch, Rohrdorf, Heudorf, Schnerkingen, Wauggershoven, Ober- und Unter-Beuchtlingen. Außerhalb dieses Bereichs blieb die Gerichtsbarkeit bei den Werdenbergern.
3. Die Jagdrechte gemäß der Urkunde von 1463 wurden bestätigt.
4. Lehnsrechte, die während der werdenbergischen Zeit vergeben worden waren, sollten Bestand haben. Die Erlöse daraus sollten aber den Zimmern zufallen.
5. Werdenberg erhielt das Vorkaufsrecht auf die zimmerischen Besitzungen.

Hiermit war die Werdenbergfehde beigelegt.